# Thalassia (Gattung)

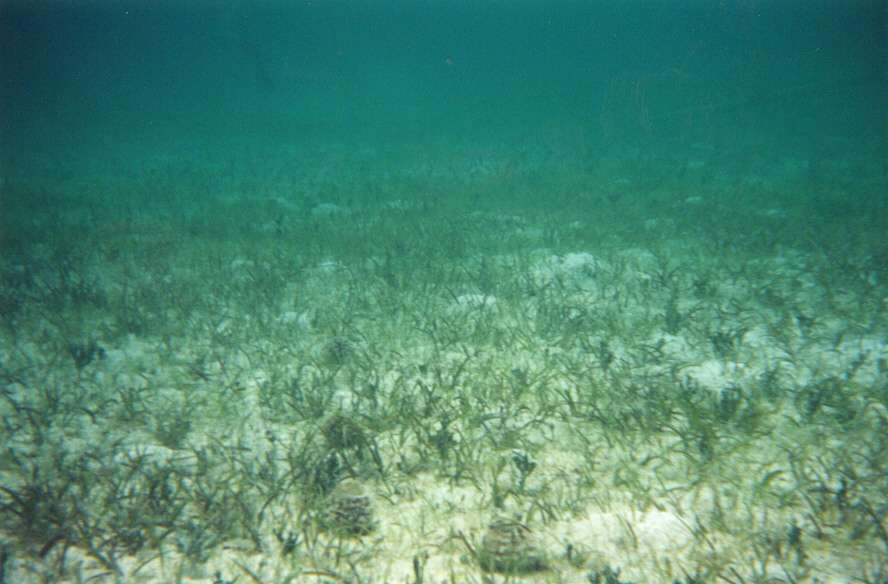
Thalassia testudinum bei San Salvador, Bahamas

Thalassia ist eine Pflanzengattung in der Familie der Froschbissgewächse (Hydrocharitaceae).

## Beschreibung
Thalassia-Arten sind ausdauernde, krautige, marine Unterwasserpflanzen. Das Rhizom ist verlängert, kriechend und besitzt Schuppen und verlängerte Internodien. Aus ihnen entspringen aufrechte, kurze und blattartige Triebe. Die für gewöhnlich 2 bis 6 Blätter sind zweizeilig und bandartig oder leicht sichelförmig. Die 9 bis 15 Blattadern sind parallel und durch andere Adern miteinander verbunden. Die Blattbasis ist scheidig. Der Blütenstand ist gestielt und einblütig. Die 2 Spathas sind miteinander verwachsen. Die Pflanzen sind diözisch und die Blüten eingeschlechtig. Männliche Blüten sind gestielt. Es sind drei Blütenhüllblätter vorhanden sowie 3 bis 12 Staubblätter. Die Staubbeutel sind 2- bis 4-thekig und fast sitzend. Die Pollenkörner sind kugelförmig und in perlschnurartigen Ketten aneinandergeklebt. Die weiblichen Blüten sind fast sitzend. Der Fruchtknoten ist einkammerig. Jeder der 6 Griffel besitzt 2 fadenförmige Narben. Die Früchte sind kugelförmig oder elliptisch. Es sind zahlreiche Samen vorhanden.

## Verbreitung
Die Gattung kommt in der Karibik und im Golf von Mexiko sowie im Indischen und westlichen Pazifischen Ozean vor.

## Systematik
Innerhalb der Gattung Thalassia Banks & Sol. ex K.D.Koenig werden 2 Arten unterschieden:
- Thalassia hemprichii (Ehrenb. ex Solms) Asch.: Sie kommt vom Roten Meer bis zum Indischen Ozean und zum westlichen Pazifik vor.[1]
- Thalassia testudinum Banks & Sol. ex K.D.Koenig: Sie kommt von den südöstlichen Vereinigten Staaten bis Venezuela und in der Karibik vor.[1][2]

## Belege
- Qingfeng Wang, Youhao Guo, Robert R. Haynes, C. Barre Hellquist: Thalassia. In: Flora of China Vol. 23 Hydrocharitaceae, S. 91 (online)